# Região Oeste (Belo Horizonte)

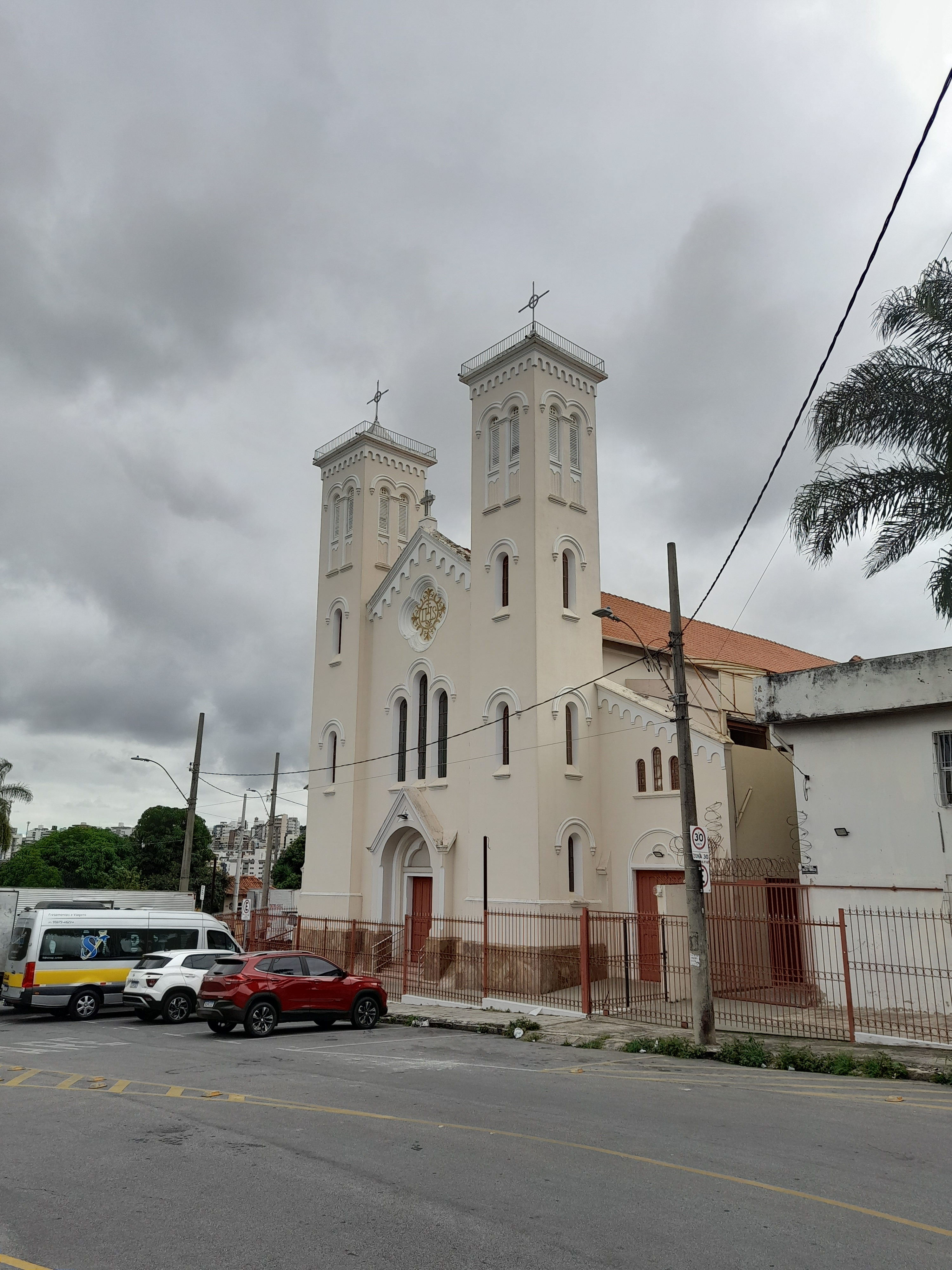
Regional Oeste de BH

Oeste é uma região administrativa no município brasileiro de Belo Horizonte, no estado de Minas Gerais. Faz limite com o município de Contagem (a oeste), com a região administrativa de Barreiro (a sul), com a região Noroeste (a norte), e com a região Centro-sul (a leste). Através desta região a Linha 1 do metrô, que a atravessa, segue até às Estações Cidade Industrial e Eldorado na cidade vizinha.

## Lista de bairros
Oeste possui um total de 57 bairros:
- Alpes
- Alto Barroca
- Bairro das Indústrias II
- Bairro Madre Gertrudes
- Barão Homem de Melo I
- Barão Homem de Melo II
- Barão Homem de Melo III
- Barão Homem de Melo IV
- Barroca
- Betânia
- Buritis
- Cabana do Pai Tomás
- Calafate
- Camargos
- Chácara Leonina
- Cinquentenário
- Conjunto Betânia
- Estoril
- Estrela Dalva
- Estrela do Oriente
- Gameleira
- Grajaú
- Guaratã
- Gutierrez
- Havaí
- Imbaúbas
- Jardim América
- Jardinópolis
- Leonina
- Madre Gertrudes I, II, III, V e VII
- Marajó
- Nova Cintra
- Nova Gameleira
- Nova Granada
- Nova Suíça
- Olhos d'Água
- Palmeiras
- Pantanal
- Parque São José
- Prado
- Salgado Filho
- Santa Sofia
- São Jorge
- Sport Club
- Ventosa
- Vila Antena
- Vila Calafate
- Vila Havaí
- Vila Nova Gameleira I
- Vila Nova Gameleira II
- Vila Nova Gameleira III
- Vila Nova Paraíso
- Vila Oeste
- Vila Vista Alegre
- Virgínia
- Vista Alegre